# 行善
行善（ぎょうぜん、生没年不明）は、飛鳥時代から奈良時代にかけての僧。

## 概要
俗姓堅部氏。推古天皇の代に高麗へ留学したが、高麗滅亡のため放浪した。ある川で観音の霊威を見て唐で観音像を作り、帰国後興福寺に住してからも大切にしていたという。孝徳朝 - 元明朝に笈を背負って遊学したため、元正天皇にほめられた。